# The Cherrytree Sessions
The Cherrytree Sessions prvi je EP američke glazbenice Lady Gage. U prodaju je pušten 12. veljače 2009. godine. EP sadrži dvije pjesme koje je Gaga izvela uživo iz ureda Cherrytree Recordsa, također poznatim kao Cherrytree Houseom, te remiks pjesme "Eh, Eh (Nothing Else I Can Say)" s električkim glasovirom i beatboxom koji je korišten kao matrica pjesme. Gaga je za EP uglavnom dobila pozitivne kritike, glazbeni kritičari su pohvalili njene vokalne sposobnosti.

## Pozadina
Video u kojemu je Gaga posjetila The Cherrytree House objavljen je na službene stranice Cherrytree Recordsa. Video počinje s Gagom i Space Cowboyom koji iznenađuju vlasnika Cherrytree Recordsa, Martin Kierszenbauma. Nakon što Gaga govori o svojoj kariji, ona izvodi akustičnu verziju pjesme "Brown Eyes" na glasovorilu gdje je svirala kad je upoznala Kierszenbauma. Ona i Space Cowboy nakon izvode sporu verziju pjesme Just Dance, kasnije se Gaga vraća na glasovir da otpjeva pjesmu Poker Face. 

## Popis pjesama
| Br. | Skladba                                                                     | Tekstopisac                       | Producent            | Trajanje |
| --- | --------------------------------------------------------------------------- | --------------------------------- | -------------------- | -------- |
| 1.  | »Poker Face (Piano & Voice Version)« (Live at The Cherrytree House)         | Stefani Germanotta, Nadir Khayat  | Martin Kierszenbaum  | 3:38     |
| 2.  | »Just Dance (Stripped Down Version)« (Live at The Cherrytree House)         | Germanotta, Khayat, Aliaune Thiam | RedOne, Kierszenbaum | 2:05     |
| 3.  | »Eh, Eh (Nothing Else I Can Say)« (Electric Piano & Human Beat Box Version) | Germanotta, Kierszenbaum          | Kierszenbaum         | 3:03     |

## Ljestvice
| Ljestvice (2010.) | Najviša pozicija |
| ----------------- | ---------------- |
| Meksiko           | 32               |